# کلیسای تسیراناور، آشتاراک
کلیسای تسیراناور (ارمنی: Ծիրանավոր եկեղեցի; انگلیسی: Tsiranavor Church) یک کلیسا حواری ارمنی واقع در آشتاراک، در استان آراگاتسوتن، ارمنستان می‌باشد. ساخت و ساز این ساختمان سده ۵ام میلادی؛ به پایان رسید. این بنا به سبک معماری ارمنی طراحی شده‌است.

## نگارخانه

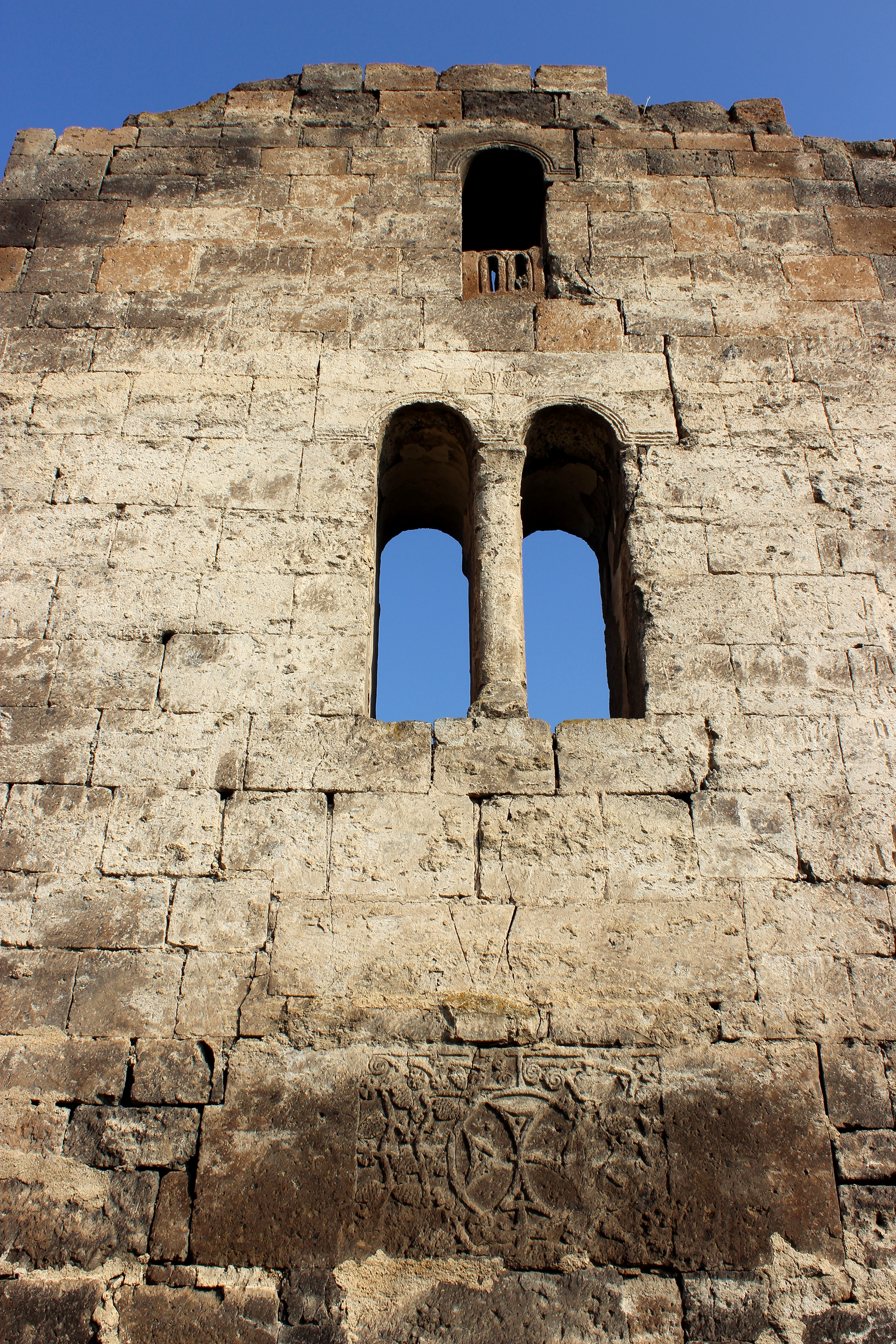
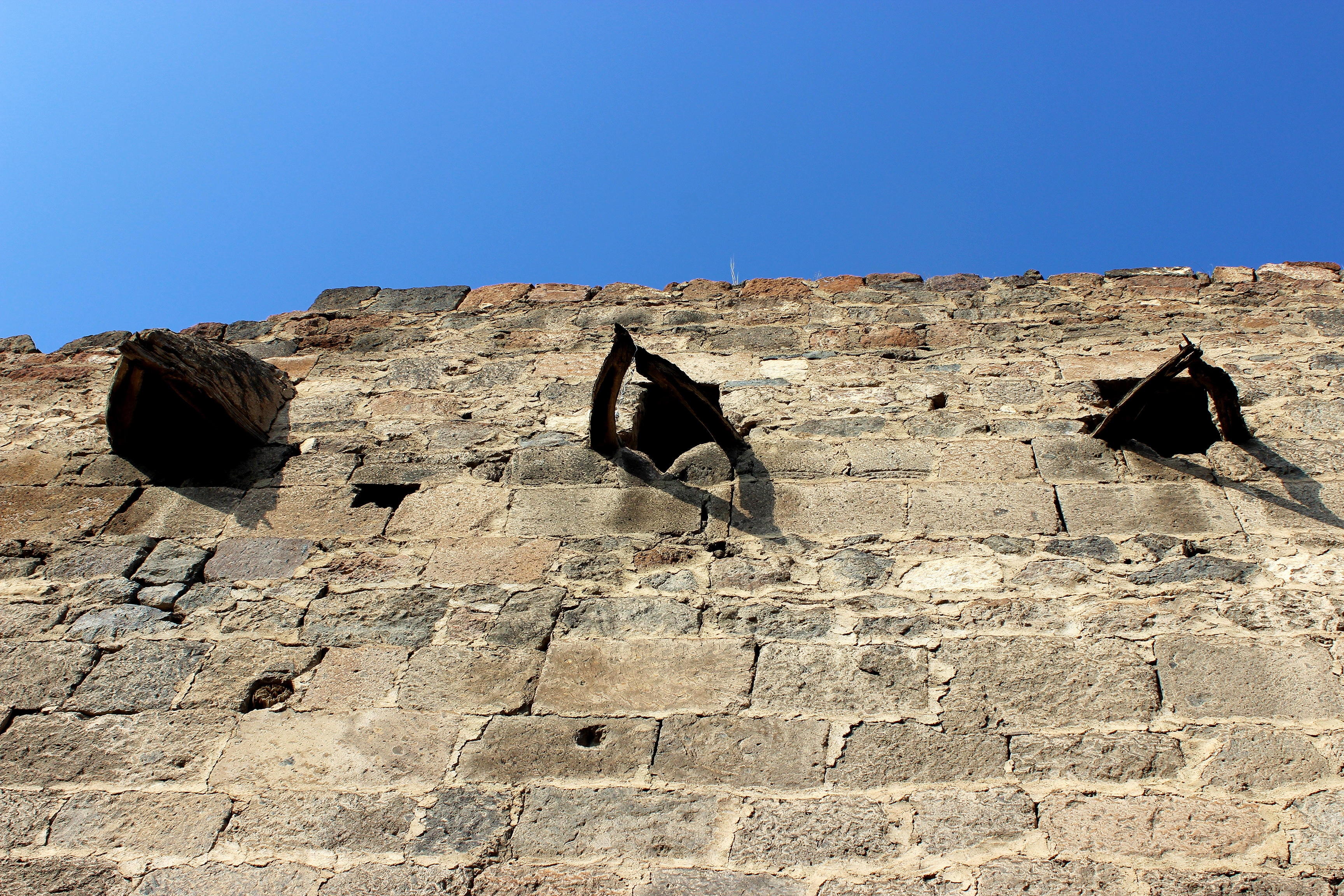
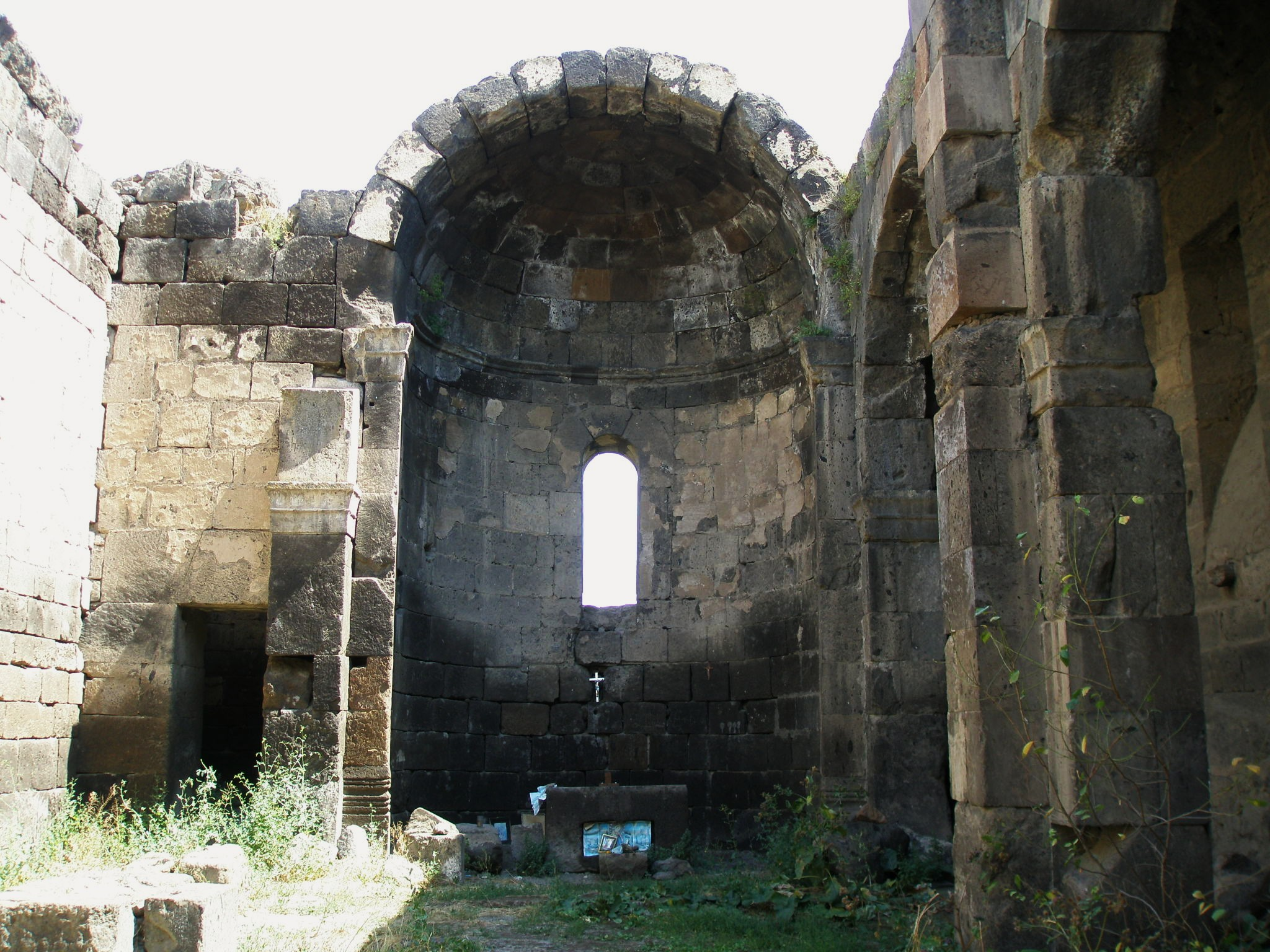
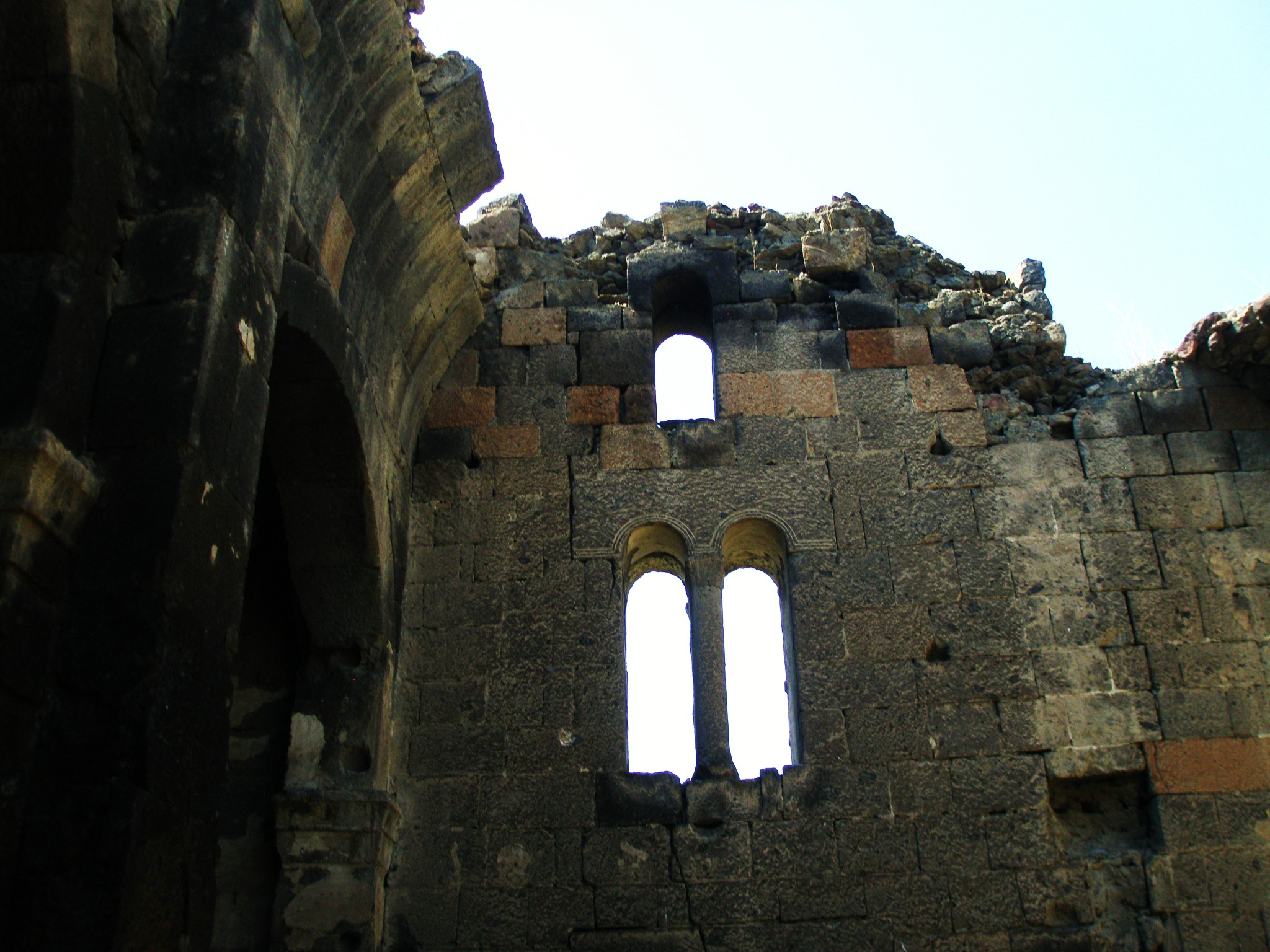